# Serie A 2002/2003
Soutěžní ročník Serie A 2002/03 byl 101. ročník nejvyšší italské fotbalové ligy a 71. ročník od založení Serie A. Soutěž začala 15. září 2002 a skončila 24. května 2003. Účastnilo se jí opět 18 týmů z toho 14 se kvalifikovalo z minulého ročníku. Poslední čtyři týmy předchozího ročníku, jimiž byli Hellas Verona FC, US Lecce, AC Fiorentina a poslední tým ročníku - AC Benátky, sestoupily do Serie B. Opačným směrem putovali čtyři týmy, jimiž byli Como Calcio (vítěz druhé ligy), Modena FC, Reggina Calcio a Empoli FC.
Titul v soutěži obhajoval Juventus FC, který v minulém ročníku získal již 26. prvenství v soutěži.

## Přestupy hráčů
| Jméno            | odkud          | kam            | cena           |  |
| ---------------- | -------------- | -------------- | -------------- |  |
| Ronaldo          | FC Inter Milán | Real Madrid    | 45 000 000 eur |  |
| Hernán Crespo    | SS Lazio       | FC Inter Milán | 36 000 000 eur |  |
| Alessandro Nesta | SS Lazio       | Milán AC       | 31 000 000 eur |  |
| Fabio Cannavaro  | Parma AC       | FC Inter Milán | 23 000 000 eur |  |
| Clarence Seedorf | FC Inter Milán | Milán AC       | 22 500 000 eur |  |
| Francesco Coco   | Milán AC       | FC Inter Milán | 22 500 000 eur |  |
| Matías Almeyda   | Parma AC       | FC Inter Milán | 22 100 000 eur |  |
| Marco Di Vaio    | Parma AC       | Juventus FC    | 21 000 000 eur |  |
| Manuele Blasi    | AC Perugia     | Juventus FC    | 17 700 000 eur |  |
| Adriano          | FC Inter Milán | AC Parma       | 14 500 000 eur |  |

## Složení ligy v tomto ročníku
| Klub            | Město              | Stadión                 | Kapacita | Trenér | 2001/02          |
| --------------- | ------------------ | ----------------------- | -------- | --- | ---------------- |
| Atalanta BC     | Bergamo            | Atleti Azzurri d'Italia | 21 300   | Giovanni Vavassori (do 29. kola) Giancarlo Finardi                                                                                        | 9.               |
| Brescia Calcio  | Brescia            | Mario Rigamonti         | 20 550   | Carlo Mazzone | 13.              |
| Bologna FC 1909 | Bologna            | Renato Dall'Ara         | 36 462   | Francesco Guidolin | 7.               |
| Como Calcio     | Como               | Giuseppe Sinigaglia     | 13 602   | Loris Dominissini (do 11. kola) Eugenio Fascetti                                                                                          | Serie B          |
| Empoli FC       | Empoli             | Carlo Castellani        | 16 284   | Daniele Baldini | Serie B          |
| Milán AC        | Milán              | Giuseppe Meazza         | 82 955   | Carlo Ancelotti | 4.               |
| FC Inter Milán  | Milán              | Giuseppe Meazza         | 82 955   | Héctor Cúper | Bronzová medaile |
| Modena FC       | Modena             | Alberto Braglia         | 21 092   | Gianni De Biasi | Serie B          |
| AC Parma        | Parma              | Ennio Tardini           | 27 906   | Cesare Prandelli | 10.              |
| AC Perugia      | Perugia            | Renato Curi             | 23 625   | Serse Cosmi | 8.               |
| Piacenza FC     | Piacenza           | Leonardo Garilli        | 21 668   | Andrea Agostinelli (do 19. kola) Luigi Cagni                                                                                              | 12.              |
| Reggina Calcio  | Reggio di Calabria | Oreste Granillo         | 27 454   | Bortolo Mutti (do 8. kola) Luigi De Canio                                                                                                 | Serie B          |
| AS Řím          | Řím                | Olimpico                | 82 307   | Fabio Capello | Stříbrná medaile |
| SS Lazio        | Řím                | Olimpico                | 82 307   | Roberto Mancini | 6.               |
| Turín Calcio    | Turín              | Delle Alpi              | 69 041   | Giancarlo Camolese (do 6. kola) Renato Zaccarelli (do 7. kola) Renzo Ulivieri (do 22. kola) Renato Zaccarelli (do 28. kola) Giacomo Ferri | 11.              |
| Juventus FC     | Turín              | Delle Alpi              | 69 041   | Marcello Lippi |                  |
| Udinese Calcio  | Udine              | Friuli                  | 41 652   | Luciano Spalletti | 14.              |
| AC ChievoVerona | Verona             | Marc'Antonio Bentegodi  | 39 371   | Luigi Delneri | 5.               |

## Tabulka
| Poř. | Tým              | Z  | V  | R  | P  | VG | OG | B  |
| ---- | ---------------- | -- | -- | -- | -- | -- | -- | -- |
| 1.   | Juventus FC      | 34 | 21 | 9  | 4  | 64 | 29 | 72 |
| 2.   | FC Inter Milan   | 34 | 19 | 8  | 7  | 64 | 38 | 65 |
| 3.   | Milán AC         | 34 | 18 | 7  | 9  | 55 | 30 | 61 |
| 4.   | SS Lazio         | 34 | 15 | 15 | 4  | 57 | 32 | 60 |
| 5.   | AC Parma         | 34 | 15 | 11 | 8  | 55 | 36 | 56 |
| 6.   | Udinese Calcio   | 34 | 16 | 8  | 10 | 38 | 35 | 56 |
| 7.   | AC ChievoVerona  | 34 | 16 | 7  | 11 | 51 | 39 | 55 |
| 8.   | AS Řím 2         | 34 | 13 | 10 | 11 | 55 | 46 | 49 |
| 9.   | Brescia Calcio   | 34 | 9  | 15 | 10 | 36 | 38 | 42 |
| 10.  | AC Perugia       | 34 | 10 | 12 | 12 | 40 | 48 | 42 |
| 11.  | Bologna FC 1909  | 34 | 10 | 11 | 13 | 39 | 47 | 41 |
| 12.  | Modena FC        | 34 | 9  | 11 | 14 | 30 | 48 | 38 |
| 13.  | Empoli FC        | 34 | 9  | 11 | 14 | 36 | 46 | 38 |
| 14.  | Reggina Calcio 1 | 34 | 10 | 8  | 16 | 38 | 53 | 38 |
| 15.  | Atalanta BC 1    | 34 | 8  | 14 | 12 | 35 | 47 | 38 |
| 16.  | Piacenza FC      | 34 | 8  | 6  | 20 | 44 | 62 | 30 |
| 17.  | Como Calcio      | 34 | 4  | 12 | 18 | 29 | 57 | 24 |
| 18.  | Turin Calcio     | 34 | 4  | 9  | 21 | 23 | 58 | 21 |

Poznámky
- Z = Odehrané zápasy; V = Vítězství; R = Remízy; P = Prohry; VG = Vstřelené góly; OG = Obdržené góly; B = Body
- 1  Reggina Calcio a Atalanta BC sehráli dvě utkání (0:0 a 2:1) o místo v Serii A.
- 2  AS Řím hrál Pohár UEFA za finále italského poháru na místo vítěze Milán AC.

|  | Mistr ligy a Přímý postup do Ligy mistrů 2003/04 |
|  | Přímý postup do Ligy mistrů 2003/04              |
|  | Postup do 3. předkola Ligy mistrů 2003/04        |
|  | Přímý postup do 1. kola Poháru UEFA 2003/04      |
|  | Postup do Poháru UEFA 2003/04 z Intertoto Cupu   |
|  | Sestup do Serie B 2003/04                        |

## Střelecká listina
.

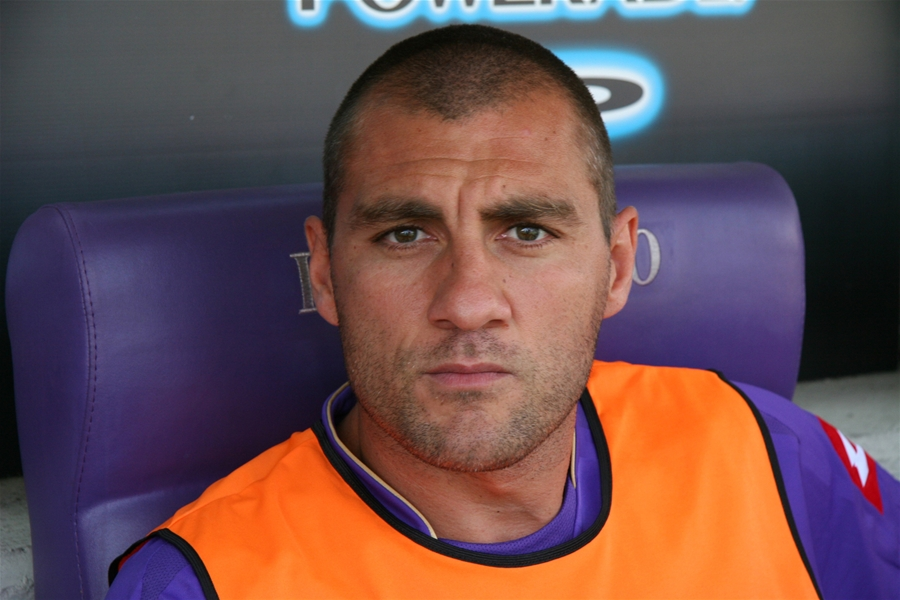
Nejlepší střelec Serie A 2002/03 - Christian Vieri

Nejlepším střelcem tohoto ročníku Serie A se stal italský útočník Christian Vieri. Hráč FC Inter Milán vstřelil 24 branek.
| P.  | Nár       | Hráč                 | Tým             | Branky |
| --- | --------- | -------------------- | --------------- | ------ |
| 1.  | Itálie    | Christian Vieri      | FC Inter Milán  | 24     |
| 2.  | Rumunsko  | Adrian Mutu          | AC Parma        | 18     |
| 3.  | Itálie    | Filippo Inzaghi      | Milán AC        | 17     |
| 4.  | Itálie    | Alessandro Del Piero | Juventus FC     | 16     |
| 4.  | Itálie    | Giuseppe Signori     | Bologna FC 1909 | 16     |
| 6.  | Brazílie  | Adriano              | AC Parma        | 15     |
| 6.  | Argentina | Claudio López        | SS Lazio        | 15     |
| 8.  | Itálie    | Dario Hübner         | Piacenza FC     | 14     |
| 8.  | Itálie    | Francesco Totti      | AS Řím          | 14     |
| 10. | Itálie    | Antonio Di Natale    | Empoli FC       | 13     |

## Vítěz
| Serie A 2002/03 Juventus FC (27. titul) |